# Aethomys stannarius
Aethomys stannarius är en däggdjursart som beskrevs av Thomas 1913. Aethomys stannarius ingår i släktet Aethomys och familjen råttdjur. IUCN kategoriserar arten globalt som otillräckligt studerad. Inga underarter finns listade.
Utseende är endast dokumenterad från ett exemplar. Det hade en lång brun päls på ovansidan med inblandade hår i gul och svart. Dessutom fanns några längre borstiga hår. Vid kroppssidan är pälsen mer gråaktig och undersidans päls är vit. Övergången mellan den mörka ovansidan och den ljusa undersidan är stegvis. På fötterna ovansida finns ett tätt täcke av vita hår. Svansen bär främst fjäll och några glest fördelade svarta hår. Honor har två spenar på bröstet och fyra vid ljumsken.
Denna gnagare förekommer i nordöstra Niger och norra Kamerun. Habitatet utgörs av savanner och andra gräsmarker samt buskskogar. Arten uppsöker även odlade områden och skogskanter.